# Gryllacris primigenii
Gryllacris primigenii är en insektsart som beskrevs av Griffini 1918. Gryllacris primigenii ingår i släktet Gryllacris och familjen Gryllacrididae. Inga underarter finns listade i Catalogue of Life.